# Les Ínsules
Les Ínsules, per error inscrit com a les Ínsoles en alguns mapes, és un indret del terme municipal de Talarn, al Pallars Jussà.
Aquesta partida està situada al sud-oest de la presa del pantà de Sant Antoni, a l'esquerra de la Noguera Pallaresa. És al sud-oest de l'Estret de Susterris i al nord-est dels Nerets. És una plana que s'arriba a confondre amb la mateixa llera del riu, atesa la seva poca altitud respecte d'ella. És al costat nord-oest de la Central FECSA-Nerets.